# Katholischer Sozialismus
Katholischer Sozialismus steht vor allem für eine politische und journalistische Bewegung innerhalb und am Rande der römisch-katholischen Kirche rund um die Zeitschrift Das Rote Blatt der katholischen Sozialisten. Die Bewegung und die Zeitschrift ist mit den Namen Heinrich Mertens, Walter Dirks und Ernst Michel verknüpft. Die von diesen und ihren Mitautoren entwickelte politisch-theologische Linie der 1920er und 1930er Jahre und stand unter anderem über die Jugendbewegung Quickborn und Romano Guardini in unmittelbarer Auseinandersetzung mit der Politischen Theologie Carl Schmitts. Sie gilt gemeinhin als Vorläufer der Politischen Theologie um Johann Baptist Metz.

## Wilhelm Hohoff – als Wegbereiter
Die Ideen des roten Pastors und Marx-Kenners Wilhelm Hohoff wurden Anfang der zwanziger Jahre insbesondere von Theodor Steinbüchel, Ernst Michel und die Mitarbeiter der Rhein-Mainischen Volkszeitung, Heinrich Mertens und Walter Dirks aufgegriffen.

## Ernst Michels und die Tathefte
Von 1921 bis 1923 gibt Ernst Michel drei „Katholische Sonderhefte“ zu der Zeitschrift Die Tat heraus. Eine Auswahl der Beiträge erschien 1923 im Sammelband „Kirche und Wirklichkeit“ ebenfalls im Verlag von Eugen Diederichs. Die Aufsätze von Joseph Wittig kamen auf den Index Librorum Prohibitorum, das Buch insgesamt stand in der Kritik, weil es ohne kirchliches Imprimatur erschienen war. Ein Hauptpunkt der Kritik war die zu große Nähe zum religiösen Sozialismus.

## Der Kreis um die Rhein-Mainische Volkszeitung
Die von Friedrich Dessauer begründete Rhein-Mainische Volkszeitung galt aufgrund der Autoren Ernst Michel, Walter Dirks, Heinrich Mertens, Heinrich Scharp und Werner Thormann alsbald als linkskatholische und reformkatholische Publikation mit Neigung zum religiösen Sozialismus.

## Ernst Michels „Politik aus dem Glauben“
Ernst Michels, vor allem gegen Carl Schmitts „Politische Theologie“ gerichtetes Buch „Politik aus dem Glauben“ von 1926 kam aufgrund des von den kirchlich Zuständigen als zu sozialistisch empfundenen Ansatzes auf den Index Librorum Prohibitorum. Insbesondere seine Zusammenarbeit mit Heinrich Mertens und das damit verbundene „Sozialismusbekenntnis“ in den „Roten Blättern“ dürften zur Verurteilung beigetragen haben.

## Der Bund der katholischen Sozialisten Deutschland
1928 gründete Mertens den „Bund der katholischen Sozialisten Deutschlands“ mit Sitz in Köln. Ziel des Bundes war es, den katholischen Glauben mit sozialistischem Gedankengut zu verbinden. Vor allem junge Sozialdemokraten gehörten zu den Mitgliedern, einige junge Kapläne traten unter Pseudonymen bei. Prominentes Mitglied des Bundes und geistig führend war wiederum Ernst Michel. In der Summe zeigte sich aber die Sozialdemokratie wenig interessiert, die päpstliche Enzyklika „Quadragesimo anno“ betonte 1931 kirchlicherseits die Unvereinbarkeit von Christentum und Sozialismus.

## Das Rote Blatt der katholischen Sozialisten
Als Forum des Bundes fungierte das monatlich erscheinende „Rote Blatt der katholischen Sozialisten“. Es erschien erstmals im Januar 1929 und letztmals im November/Dezember 1930 und hatte ca. 1800 Abonnenten, vorwiegend katholische Korporationen, Intellektuelle sowie katholische, aber auch einige evangelische Theologen. Beiträge stammten unter anderen von Willi Hammelrath und Georg Wünsch. Ab Januar 1931 wurde das „Rote Blatt“ mit der von Wünsch seit 1929 herausgegebenen „Zeitschrift für Religion und Sozialismus“, dem wissenschaftlichen Organ der evangelischen religiösen Sozialisten, zusammengelegt. Während Wünsch Herausgeber blieb, übernahm Heinrich Mertens die Schriftleitung. Sie erschien noch bis 1933.